# 韓國交通標誌

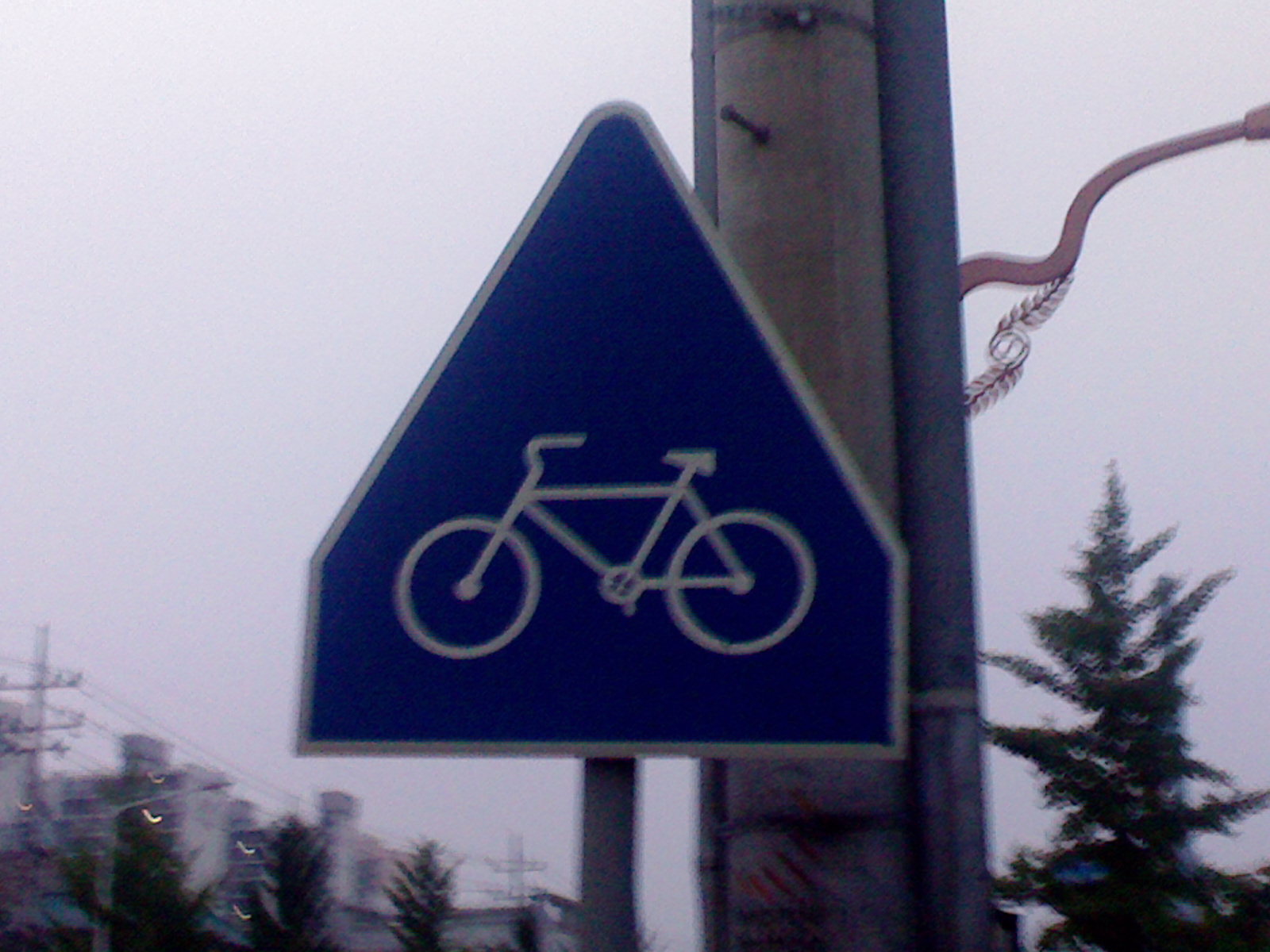
自行车过路标志

韓國使用的路標

## 警告標誌
警告標誌為黃色背景、紅色邊框和黑色象形圖的三角形。

十字路口
T型交叉口
Y形交叉口
右側交叉路口
左側路口
優先通過街道
交通從右側匯入
交通從左側匯入
交通圈
鐵路平交道
電車道口
右彎
左彎
連續彎道先向右
連續彎道先向左
雙向交通
爬上陡峭的山坡 (10%)
下陡峭坡 (10%)
狹路
右道縮減
左道縮減
靠右行駛
分道
雙車道起點
雙車道盡頭
紅綠燈
濕滑路面
注意碼頭
路面顛簸
路面凸起
注意落石
行人穿越道
兒童穿越
注意自行車
道路施工
低空飛行的飛機
危險的側風
隧道
橋樑
野生動物
危險
队列

## 禁止標誌
禁止標誌為圓形，白色背景，紅色邊框，黑色象形圖。

道路關閉
禁止汽車進入
禁止卡車進入
禁止大客車進入
禁止摩托車進入
禁止個人行動載具
禁止所有機動車輛行駛
禁止所有慢車通行
禁止自行車進入
禁止進入
禁止直行
禁止右轉
禁止左轉
禁止掉頭
禁止超車
禁止停車或站立
禁止停車或等候
最大重量限制（5.5t）
高度限制（3.5m）
最大寬度限制（2.2m）
車距最小安全距離（50m）
最高限速（50公里/小時）
最低限速（30公里/小時）
慢行
停車再開
讓路
禁止行人進入
禁止運載危險物品車輛進入

## 強制性指示標誌
強制性指示標誌為圓形、藍色背景和白色象形文字。

汽車專行
自行車專行
自行車和行人專行
電車專行
繞行圓環
僅准直行
僅准右轉
僅准左轉
僅准直行和右轉
僅准直行和左轉
僅准左轉和右轉
僅准掉頭
向左或向右通過
靠右行駛
靠左行駛
車道預告
繞行區域
停車場
自行車停車場
僅限行人通行
行人穿越道區域
老年人過境區
兒童穿越區域
保护残疾人
自行車道口區域
單向行駛
單向行駛
單向行駛
巴士專用車道
HOV 車道
電車專用車道
沿白色箭頭方向行駛的車輛優先
允許自行車並排
都市市區

## 補充標誌
補充標誌為長方形，白色背景和黑色文字。

區面積
約會日曆
日曆上的時間
交通燈狀態
前面穿過馬路
安全速度區
天氣狀況
道路狀況
交通管制
交通管制（請勿穿越）
車輛限制
標誌說明（隧道長258m）
區域結束
停車拖走區

## 过时的

優先通過街道
站立的水濺
騎自行車的人
禁止入境
禁止過路交通
禁止停車或站立
禁止停車或等候
強制使用雪地胎或防滑鏈
安全島
安全島
僅限行人通行
行人穿越道區域
儿童保护（人行横道处）
儿童保护（人行横道处）
區域結束